# Stephen J. Solarz
Stephen Joshua Solarz, född 12 september 1940 på Manhattan i New York i New York, död 29 november 2010 i Washington, D.C., var en amerikansk demokratisk politiker. Han representerade delstaten New Yorks trettonde distrikt i USA:s representanthus 1975–1993.
Solarz blev invald i representanthuset i kongressvalet 1974. Sitt mandat i representanthusets utrikesutskott som nykomling fick han då han lyckades övertyga partiets ledare att hans judiska väljare i New York kunde uppskatta om han gjorde något för Israel i kongressen. Solarz höjde omedelbart sin profil och besökte Israels, Jordaniens, Egyptens och Syriens ledare under sin första månad som kongressledamot.
Solarz höll en bred profil inom utrikespolitiken och talade varmt om respekt för mänskliga rättigheter. Han var en skarp kritiker av Filippinernas president Ferdinand Marcos och hans hustru Imelda Marcos, vars extravaganta livsstil med 3 000 par skor Solarz lyfte fram i offentligheten. "Kleptokrati" (kleptocracy) var vad han kallade Marcosregimen för vilken korruptionen var ett karakteristiskt drag. I kongressen ledde han en kampanj för att få slut på USA:s stöd till Marcos tills oppositionsledaren Corazon Aquino kunde ta över makten i Manila.
Solarz karriär avslutades med ett valförlust i kongressvalet år 1992. Han avled 2010 i matstrupscancer på universitetssjukhuset George Washington University Hospital.